# EC Cartucho.es
EC Cartucho.es (código RFEC: ECMA) es un equipo ciclista español de categoría amateur élite y sub23, participante de en la Copa de España de Ciclismo.
Los principales directores del equipo son el excorredor profesional Jesús Rodríguez Magro y Miguel Ángel Hurtado.
El patrocinador principal del equipo es Cartucho.es, una compañía española dedicada a la venta de consumibles de impresoras a través de internet.

## Historia
El equipo nace de la continuidad del equipo del Club Ciclista Torrejón, se denominó EC Rodríguez Magro. En la actualidad es denominado EC Cartucho.es. Su sede está en Alcalá de Henares, en la Comunidad de Madrid. El director del equipo es el excorredor profesional Jesús Rodríguez Magro.
Varios de los ciclistas que han pasado por sus filas llegaron al campo profesional, como Jesús Rodríguez Magro, Faustino Rupérez, José Luis Rodríguez García (ciclista) o Gonzalo Serrano Rodríguez.

## Responsables y técnicos

### Personal
| Nombre                     | País              | Cargo                 |
| Jesús Rodríguez Magro      | Bandera de España | Gerente               |
| Miguel Ángel Hurtado Porro | Bandera de España | Director              |
| Manuel Hurtado Cerrato     | Bandera de España | Director deportivo    |
| Roberto Gonçalves Moreira  | Bandera de España | Director deportivo    |
| Fernando Coronel Huidobro  | Bandera de España | Director deportivo    |
| Raúl Pernía                | Bandera de España | Director deportivo    |
| Borja Jerez Zubieta        | Bandera de España | Mecánico              |
| Iván Gómez Hernández       | Bandera de España | Masajista             |
| Ismael Castro              | Bandera de España | Masajista             |
| Marcelino Pacheco Saelices | Bandera de España | Responsable de prensa |
| Samuel Hernando Álvarez    | Bandera de España | Responsable de prensa |
| Borja Lázaro               | Bandera de España | Responsable de prensa |

## Plantilla

### Plantilla 2016
Plantilla confirmada para la temporada 2016:
| Nombre                           | Nacimiento | País                    | Equipo 2015                     |
| Gonzalo Serrano Rodríguez        | 17/08/1994 | Bandera de España       | EC Cartucho.es                  |
| Adrián García Ruiz               | 14/03/1993 | Bandera de España       | EC Cartucho.es                  |
| Javier Hernández Blanco          | 28/01/1997 | Bandera de España       | Flex-Fundación Alberto Contador |
| Marcos Rodríguez Sacristán       | 20/06/1993 | Bandera de España       | EC Cartucho.es                  |
| Kris Jasper                      | 30/04/1995 | Bandera del Reino Unido | Team Falco                      |
| Cristian Fernández Hernández     | 21/08/1997 | Bandera de España       | Esetec                          |
| Jorge González Gámez             | 29/04/1995 | Bandera de España       | EC Cartucho.es                  |
| Álvaro Vera García               | 23/04/1993 | Bandera de España       | EC Cartucho.es                  |
| Pablo Moreno Pinilla             | 10/03/1997 | Bandera de España       | San Sebastián de los Reyes      |
| Adrián Escobar Morales           | 02/10/1996 | Bandera de España       | Bicicletas Rodríguez            |
| Beñat Maynar Fernández           | 21/06/1996 | Bandera de España       | EC Cartucho.es                  |
| David Martín Martínez            | 19/02/1997 | Bandera de España       | OID Cycling Team- Ciclos Ebora  |
| Daniel Soriano Urda              | 12/07/1997 | Bandera de España       | Club Alamillo 1213              |
| Diego Sánchez Ruiz               | 19/08/1995 | Bandera de España       | EC Cartucho.es                  |
| Iván Unsión Núñez                | 30/11/1992 | Bandera de España       | EC Cartucho.es                  |
| Gonzalo Herranz Vega             | 14/03/1994 | Bandera de España       | Pizzería Española               |
| Jorge Camacho Aranda             | 14/05/1997 | Bandera de España       | Retelec                         |
| Sergio Rivera Yubero             | 25/10/1994 | Bandera de España       | EC Cartucho.es                  |
| Juan Carlos Viracocha Valdiviezo | 12/10/1994 | Bandera de Ecuador      | EC Cartucho.es                  |
| Rubén Calle Herrero              | 29/12/1991 | Bandera de España       | EC Cartucho.es                  |
| Slahde Seale                     | 07/09/1992 | Bandera de Sudáfrica    | EC Cartucho.es                  |
| Miguel Ángel Rincón Bacete       | 29/05/1997 | Bandera de España       | Unión Ciclista Fuenlabrada      |
| Jonas Hjorth                     | 20/05/1993 | Bandera de Noruega      | Hostal Latorre                  |
| Elias Angell Spikseth            | 13/07/1990 | Bandera de Noruega      | Asker CK                        |
| Ángel del Campo Colmenar         | 17/01/1994 | Bandera de España       | EC Cartucho.es                  |
| Miguel Ángel Silva Muñoz         | 12/05/1997 | Bandera de España       | Retelec                         |
| Edgar Esteban Clemente           | 07/08/1996 | Bandera de España       | Pizzería Española               |
| Edwin Yair Torres                | 14/02/1997 | Bandera de Venezuela    | OID Cycling Team- Ciclos Ebora  |